# Norra Stråsjön
Norra Stråsjön är en sjö i Rättviks kommun i Dalarna och ingår i Dalälvens huvudavrinningsområde. Sjön har en area på 0,49 kvadratkilometer och ligger 253,8 meter över havet. Sjön avvattnas av vattendraget Stråån (Tansån).

## Delavrinningsområde
Norra Stråsjön ingår i det delavrinningsområde (680802-146235) som SMHI kallar för Utloppet av Norra Stråsjön. Medelhöjden är 275 meter över havet och ytan är 4,02 kvadratkilometer. Räknas de 19 avrinningsområdena uppströms in blir den ackumulerade arean 136,29 kvadratkilometer. Stråån (Tansån) som avvattnar avrinningsområdet har biflödesordning 3, vilket innebär att vattnet flödar genom totalt 3 vattendrag innan det når havet efter 396 kilometer. Avrinningsområdet består mestadels av skog (68 procent). Avrinningsområdet har 0,46 kvadratkilometer vattenytor vilket ger det en sjöprocent på 11,6 procent.